# Provincia di General Bernardino Bilbao
La provincia di Bernardino Bilbao (o semplicemente Bernardino Bilbao) è una delle 16 province del dipartimento di Potosí nella Bolivia meridionale. Il capoluogo è la città di Arampampa.
Al censimento del 2001 possedeva una popolazione di 10.623 abitanti.

## Geografia antropica

### Suddivisioni amministrative
La provincia è suddivisa in 2 comuni:
- Arampampa
- Acasio